# Chimarra lahuorum
Chimarra lahuorum is een schietmot uit de familie Philopotamidae. De soort komt voor in het Oriëntaals gebied.